# 自我歸類理論
自我歸類理論（英語：Self-categorization theory）是一個社會心理學的理論，描述人們在什麼的條件情況下會將一群人（包含自己在內）視為一個群體，以及以群體來看待其他人所產生的後果。雖然這個理論常作為組成心理群體的解釋（這是它初時的目標），但更準確來說，它是對於社會認知及交流過程中分類的運作的普遍性分析，而且同樣著重於個體的身份及群體現象題目。它由約翰·特納 (John Turner) 等人發展而來，包括社會認同理論在內，是屬於社會認定路徑的一部份。它回應了在社會認同理論中一些社會認同形成的機理基礎相關問題。
自我歸類理論對於社會心理學的學術界及其他方面也很有影響力。它首先應用於社會影響力、團體凝聚力、群體極化、集體行動這些題目上。在隨後的數年，作為社會認定路徑的一部份，應用了在更進一步的題目，例如領導力、人格、外群體同質性及權力。理論的其中一個信條是自我不能考慮為認知的基礎層面，相反地，自我應理解為認知系統運作的製成品。

## 決定因素

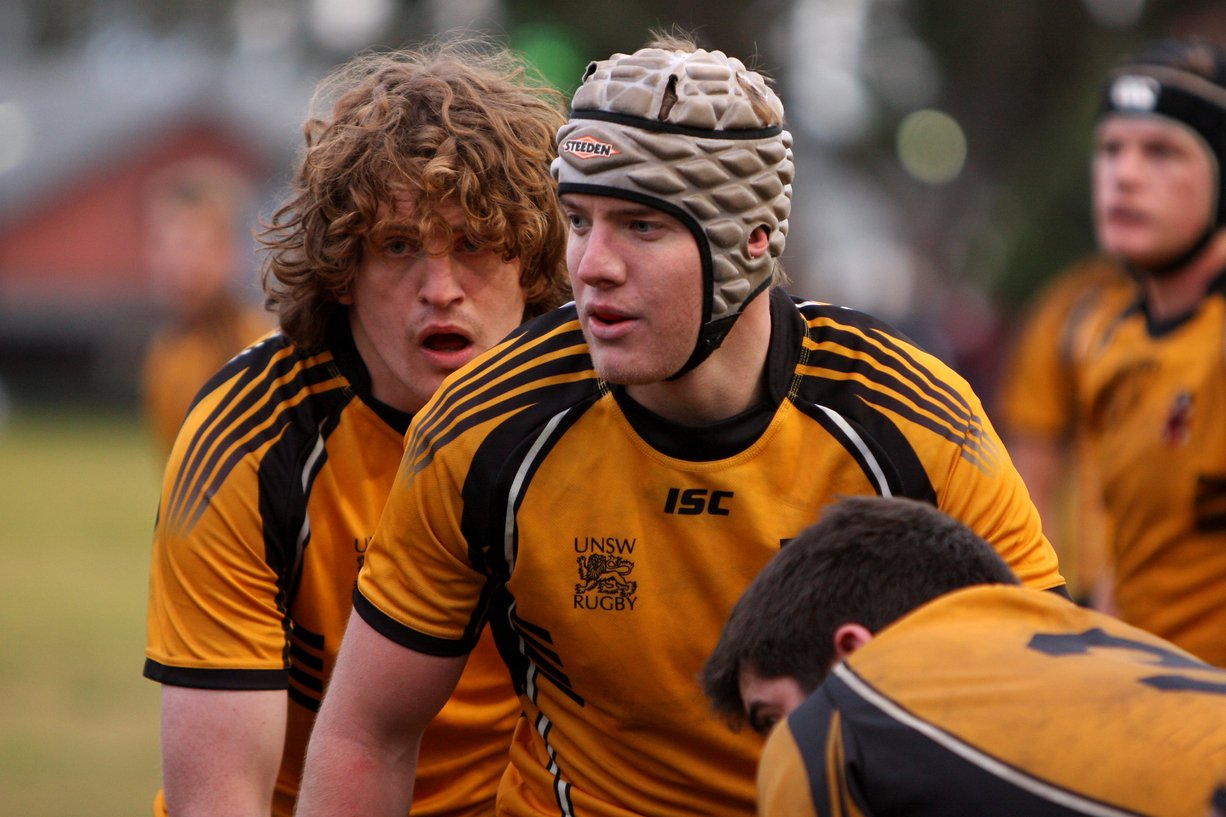
團隊運動是一個明確的團體際結構，常用於說明自我歸類理論的過程。

在自我歸類理論，在某情景下社會分類的組成及運用可以通過知者樂意及分類激勵因素之間的互動來預測。後者可以分為相對性切合及規範性切合。這種可預測的互動深受傑羅姆·布魯納的可用性及切合公式的影響。目前使用中的社會分類稱為一個「顯性社會分類」，自我分類則稱為「顯性社會認同」 。後者不應與「認同層次」混淆，它是知者樂意的一個組成部份。

### 知者樂意
知者樂意，特納一開始時稱之為「相對可用性」，「反映一個人的過去經驗、當下期望及現時的動機、價值、目的及需要」。它是認知者帶到環境中的認知相關層面。例如，一個認知者時常基於國籍來進行分類（例如，「我們美國人」）是由於過去的經歷更偏向在新的環境下形成相似的自我分類。因此，「社會認同形成」或群體受重視及自我牽連的程度，可認為是影響一個人有多樂意使用特定的社會分類的重要因素。

### 相對性切合
相對性切合由「元對比原則」決定，它指出人們傾向相信一個代表某事物的激勵因素的集合的程度取決於，這些激勵因素的內部差異少於該激勵因素的集合的與其他激勵因素對比時的差異 。為了預計一個群體會將一個人分類為一個內團體還是外團體成員，元對比原則會找出那個人與外團體成員比較下的平均相似性，以及與內團體成員的平均相似性。將這兩個數值相除，則可獲得一個元對比原則比例。在分類過程正在進行時，情景、参照框架等因素也會對這個比例造成影響。也就是說，這個比例是一個基於某激勵因素是否在存在於當下的認知的比較。例如，如果那個参照框架減少，以至潛在外團體成員不再出現於當下的認知之中，內團體成員對於那個人來說會變得較少相似度，也會較不偏向於將那個人分類為屬於那個群體。

### 規範性切合
規範性切合是指，認知者對於他所認知的某人或某群人的行為或態度，與對他來說與他基於知識產生的期望是否符合的程度。因此，規範性切合是以分類過程之中的「知者樂意」部份作為參考物來進行評估。。
作為規範性切合在歸類中所扮演的角色的一個例子，縱使一群人或者基於「相對性切合」被歸類為一個獨立存在物，如果被視為努力工作，他們只會被某特定社會類別標籤為「理科學生」。也就是說，它們切合該類別的規範性內容。

## 含義

### 社會影響力
自我歸類理論對於社會影響力提供了說明，有時候稱為「参照信息性影响」（referent informational influence）理論。根據自我歸類理論，當一個社會身份成為顯性，會出現去個人化及自我定型，人們會采用所跟蹤的內團體成員的常規、信念及行為方式。他們也會和外團體成員的常規、信念及行為方式保持距離。當人們觀察到自己及內團體成員之間有差距，他們會體驗到主觀性的不確定感。這稱不確定會透過兩種方法之一得到解決。一，重新對人們作出分類，來反映這些認知上的差異。二，發起或參與有社會影響力的行動，促使人們改變，以致成為與內團體中最具模範的人更相似的人。換句話形容最具模範的人，就是在內團體中最能展現和示範常規、價值及行動方式的人。自我歸類理論對於社會影響力的說明獲得了大量的實證支持。
自我歸類理論的社會影響力說明與其他社會哲學對社會影響力的取態有所不同。他否認傳統上對於別。資訊性影響及規範性影響之間的區分。資訊性影響是指基於有什麼優點而對社會信息的評估，而規範性影響涉及公眾是否順從團體成員的期望。對於自我歸類理論，社會影響力沒有獨立於自我歸類的優點。反而，資訊由於被視為是內團體的規範性信念而被視為在一定程度上有效。另一方面，規範性影響完全並不是規範性。相反地，它是外團體成員基於反規範的期望的順從程度。與此類似的，自我歸類理論也挑戰客觀現實測試與社會現實測試的區別（例如推敲可能性模型）。它主張與客觀現實測試完全隔離的社會現實測試並不存在。感官信息的解釋總會受認知者的信念及想法的影響，這反過來增進那名認知者對心理群體成員的聯系。

### 外團體同質性
外團體同質性可以定義為對外團體成員視為比內團體成員更具同質性
。自我歸類理論認為外團體同質性效應可理解為認知者的動機及結果的相對情景 。這些相對情景（類似於語境的概念）亦是指在某一時間裡面心理上的可用激勵因素。它主張，當一個群人被視為外團體，心理可用激勵因素同時包括內團體及外團體的成員。在這些條件下，認知者會更傾向按照內團體及外團體成員的方式分類，並且自然地得動機來強調內團體的差異及相似性。相反地，當視為一個內團體時，外團體成員可能不失去心理層面的可用性。在某些情況下，會不再有內外團體的歸類，因而不再有強調作用。的確，內團體差異的強調作用也可能在這些條件下在同樣合理原因的發生。
在這個解釋之下，它表述了在內團體的相對情景，內外團體也會被視為更具同質性，如果將內團體分隔出來單獨判斷，它則被視為相對異質性。這亦與去個人化相關，在某些情況下，認知者可能覺得他們是內團體的可替換成員
。自我歸類理論消除內團體及外團體有不同的處理機制的假切，為最低限度群體範式尋找外團體同質性提供說明。